# Kaari Utrio
Kaari Marjatta Utrio-Linnilä, född 28 juli 1942 i Helsingfors, är en finländsk historiker och författare av främst historiska romaner. Hon är dotter till Untamo Utrio och ingick 1974 äktenskap med författaren Kai Linnilä.
Utrio blev filosofie kandidat 1967 och debuterade året därpå med Kartanonherra ja kaunis Kirstin (1968, svensk översättning Sjöhjälten och skön Kristin, 1969). Med sina historiska romaner, både underhållande och kunskapsrika, nådde hon snabbt en stor publik. Hon har framför allt lyft fram medeltida kvinnoöden i det svenska riket, men småningom har det historiska och geografiska perspektivet vidgats, samtidigt som det dokumentära fått allt större plats i hennes författarskap. Eevan tyttäret (1984, svensk översättning Evas döttrar, 1985) ger en bred beskrivning av kvinnans ställning under olika historiska skeden. Ett monumentalt kulturhistoriskt verk är den sexdelade sviten Familia (1995–1997; alla delar ingår i samlingsvolymen Perhekirja, 1998), som tecknar den europeiska familjens historia. Till 100-årsminnet av den allmänna rösträttens införande i Finland skrev hon Suomen naisen tie (2006), som följer den finländska kvinnans historiska väg från piga till president. 
Utrio var konstnärsprofessor 1995–2000 och har verkat i ledningen för en rad nationella kulturorganisationer, bland annat som vice ordförande i statens litteraturkommission 1985–1988 och ordförande i Minna Canth-samfundet sedan 1999

## Böcker översatta till svenska

### Skönlitteratur
- Sjöhjälten och skön Kristin, 1969 (Kartanonherra ja kaunis Kristin)
- Sunneva Jarlsdotterm 1970 (Sunneva Jaarlintytär)
- Sunneva i kejsarens stad, 1971 (Sunneva keisarin kaupungissa)
- Elina, jungfru av Viborg, 1981 (Viipurin kaunotar)
- Pirita, Karelens dotter, 1981 (Pirita, Karjalan tytär)
- Med näbb och klor, 1983 (Aatelisneito, porvaristyttö)
- Offereldar, 1998 (Uhritulet)
- Min älskade falk, 2000 (Haukka, minun rakkaani)

### Facklitteratur
- Evas döttrar: En berättelse om kvinnans, barnets och familjens historia i Europa, 1985 (Eevan tyttäret)

## Priser och utmärkelser
- 1985 – valdes hon till Årets kvinna av Finlands yrkeskvinnors förbund
- 1993 – Pro Finlandia-medaljen[6]
- 1998 – Marja-Liisa Vartio-priset
- 1999 – Wareliuspriset